# Óleo de copaíba

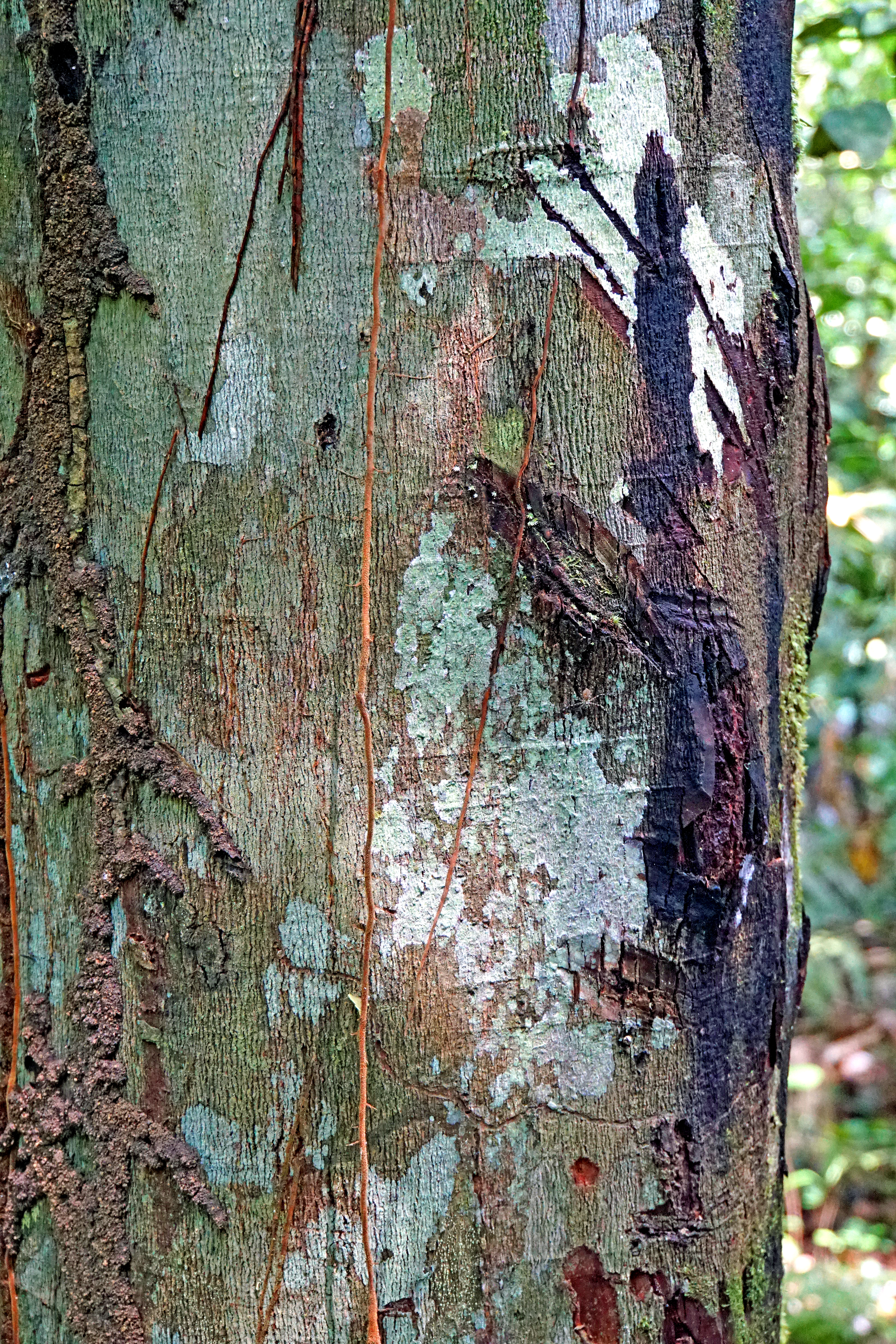
Tronco de uma árvore de copaíba.

O óleo de copaíba é um líquido transparente de cor e viscosidade variáveis. É extraído do tronco de árvores de copaíba. É produzido pela planta como forma de desintoxicação e defesa contra animais, fungos e bactérias. É extraído do caule da árvore, que tem várias espécies nativas no Brasil.
No organismo humano, possui propriedades emoliente, antibacteriana e anti-inflamatória. Pode ser utilizado por via oral ou tópica, sendo parte da fórmula de diversos produtos de higiene e cosméticos. No Brasil, é vendido em feiras livres e em lojas de produtos naturais.

## Extração
Existem mais de 20 espécies de árvores de copaíba no Brasil (17 delas, endêmicas), sendo as principais: Copaifera cariacea, Copaifera cearensis, Copaifera confertiflora, Copaifera officinalis L., Copaifera langsdorffi, Copaifera multijuga Hayne e Copaifera reticulata Ducke. No Brasil, estão presentes nas regiões sudeste, centro-oeste e amazônica.
O óleo-resina dessas árvores está localizado no interior do tronco e existem três métodos de extração:
- Extração tradicional: fazendo um grande buraco no tronco da árvore, mas inutiliza a árvore e desperdiça muito óleo;
- Extração total: derrubando e abrindo a árvore, o que permite retirar todo o óleo, mas também inutiliza a árvore;
- Extração racional: fazendo um pequeno buraco no tronco da árvore e inserido um cano. Depois da extração, o furo é vedado e a planta permanece viva, permitindo futuras extrações. Esse é o método mais adequado e o único sustentável.

## Usos
O óleo de copaíba é composto por ácidos diterpênicos, em solução em óleo essencial de sesquiterpenos e diterpenos, como o beta-cariofileno e o beta-bisaboleno, o ácido hardwíckico, o colavenol, o ácido copaíferico e o ácido copálico.
As propriedades medicinais da planta foram comprovadas e registradas em 1972, na agência norte-americana Food and Drug Administration. O óleo apresenta características antibióticas, anti-inflamatórias, antissépticas e ajuda na cicatrização. Por isso é muito usado de maneira caseira para cura de pequenas lesões na pele e doenças de garganta e pulmão.[carece de fontes?]
Além do seu uso em cosméticos e fitoterápicos, o óleo pode ser usado como combustível para motores e para fabricação de tintas e vernizes.

## Características
Composição fisico-quimico do óleo de copaíba
| Índice        | Unidade       | Especificação |
| Acidez        | mg g-1        | 9,89          |
| Éster         | -             | 94,02         |
| Saponificação | mg g-1 de KOH | 105,23        |
| Densidade     | g cm³         | 0,98          |
| Viscosidade   | Pa–s          | 82,27         |
| Refração      | -             | 1,51          |

Composição do óleo de copaíba
| Índice           | Unidade | Especificação |
| Ácido palmítico  | % Peso  | 24,9          |
| Ácido beênico    | %Peso   | 3,0           |
| Ácido oléico     | %Peso   | 35,3          |
| Ácido araquídico | %Peso   | 1,1           |
| Ácido linoléico  | %Peso   | 35,7          |
| Cumarina         | %Peso   | 0,15          |